# Шарур
Шарур (азерб. Şərur) — город в Азербайджане, административный центр Шарурского района Нахичеванской Автономной Республики Азербайджана.

## История
Название Шарур упоминается в «Армянской географии» VII века как 20-я область провинции Айрарат Великой Армении. В хранящейся в Дрездене рукописи XVI века огузского героического эпоса «Китаби Деде Коркут» упоминается местечко «Шерюгюз», что по мнению российского востоковеда и историка В. В. Бартольда является искажённой формой Шарура. В Российской империи селение было административным центром Шаруро-Даралагезского уезда Эриванской губернии и называлось «Баш-Норашен» (арм. Նորաշեն — новое село).
По Московскому договору 1921 года, превосходя максимум требований Азербайджана, по настоянию турецкой стороны ранее входивший в состав Эриванской губернии Баш-Норашен был окончательно включён в состав Нахичевани.
Согласно административно территориальному делению Азербайджанской ССР Норашен являлся административным центром Норашенского района.
В 1948 году получил статус посёлка городского типа, а 26 мая 1964 года был переименован из «Норашена» в «Ильичевск» по отчеству В. И. Ленина. В 1981 году Ильичёвск получил статус города, а в 1991 году город был переименован по историческому названию местности в «Шарур».

## Население
По переписи населения Российской империи 1897 года население села  «Баш-Норашен» составляло 867 человек:
- азербайджанцы[Комм. 1] — 597 чел. (68,86 %),
- армяне — 132 чел. (15,22 %),
- курды (и езиды) — 90 чел. (10,38 %),
- славяне (в основном русские, а также украинцы и белорусы) — 31 чел. (3,58 %),
- Остальные (поляки, греки, грузины, таты и др.) — 17 чел. (1,96 %).

По данным «Кавказского календаря» на 1912 год, в селе Башнорашен Шаруро-Даралагезского уезда Эриванской губернии к началу 1911 года проживало 734 человека, в основном азербайджанцев, а также армян и курдов.

## Памятники архитектуры
В 1852 году Иван Шопен, описывая село в своей работе «Исторический памятник Армянской области», отмечает, что в селе сохранились две армянские церкви: одна в развалинах, другая в довольно хорошем состоянии. Помимо этого им были зафиксированы развалины моста, караван-сараев и домов, что свидетельствовало о том, что в прошлом Норашен был крупным населённым пунктом.

## Экономика
В городе расположен консервный заводы. Вокруг города раскинулись обширные сельскохозяйственные угодья.
В городе находится Шарурская железнодорожная станция.

## Культура и спорт
В городе есть два парка, стадион, музей, мечеть, памятник-мемориал погибшим в Карабахском конфликте и кинотеатр.
В 2009 году в Шаруре открылся Олимпийский комплекс. В том же году в нём прошёл международный юношеский турнир по борьбе «Кубок Нахчывана».

## Известные уроженцы
- Волошин, Артур Владимирович — Герой России.

## Города-побратимы
- Ыгдыр, Турция